# Aphis ichigocola
Aphis ichigocola är en insektsart. Aphis ichigocola ingår i släktet Aphis och familjen långrörsbladlöss. Inga underarter finns listade i Catalogue of Life.